# 腹帯

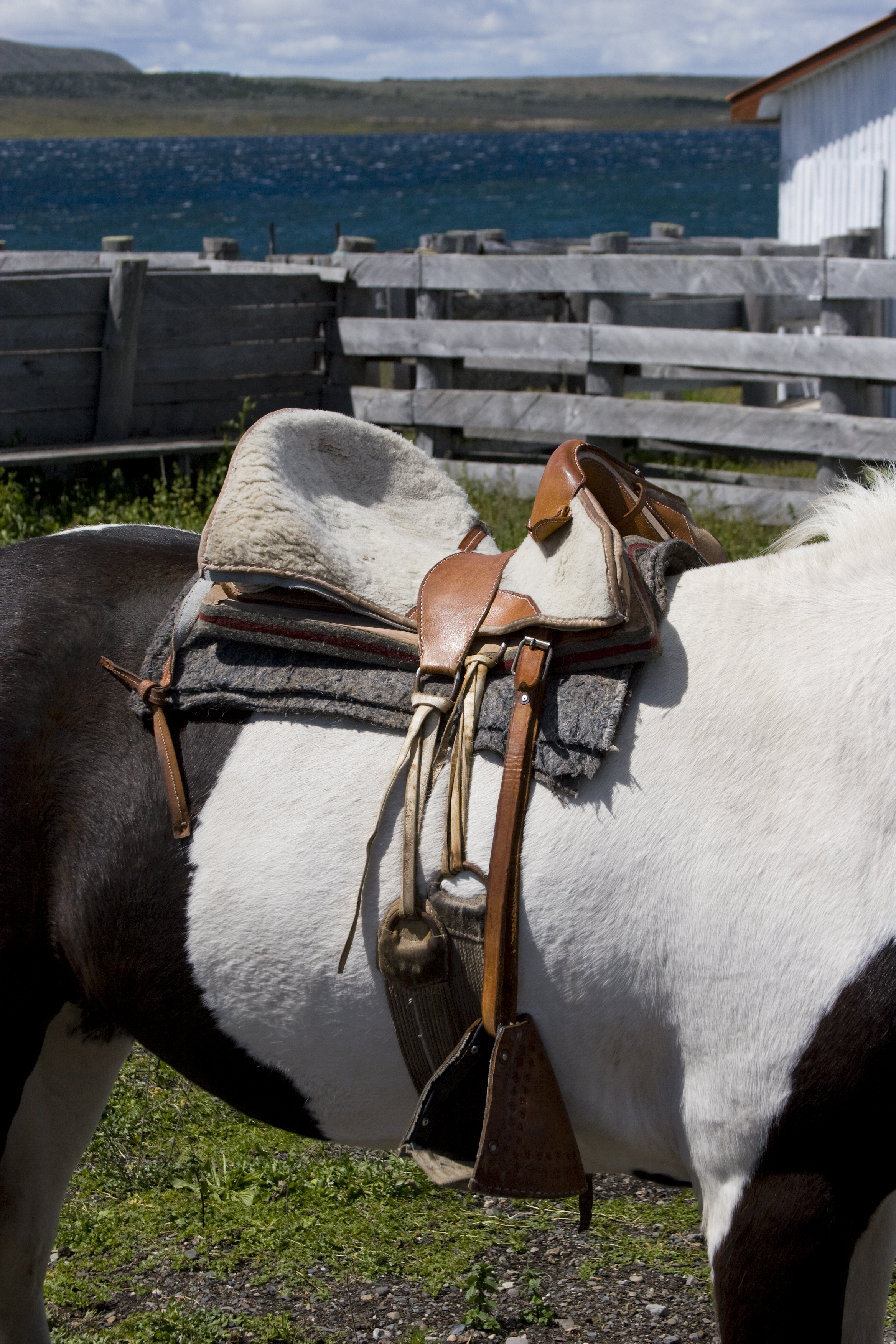

腹帯（はらおび、はるび）は、馬具の一つで、鞍をウマの背に固定するための帯状の道具。ベルト。「ガース」とも呼ばれる。布製のものや革製のものがある。
鞍の両側であおり革の下にベルトがあり、これを腹帯のバックルに通して締め上げる。競馬においては通常の腹帯で鞍を着用した後、さらにその上からぐるりと締め上げる上腹帯というものがあり、これも使用される。
装着する位置は、馬の前肢の直後で、人間でいう腋下にあたる部分となる。馬体上のその部分のことを「帯径（おびみち）」という。
腹帯は騎乗する前、装鞍の時点であらかじめ適度に締めておくが、騎乗することにより、騎手の体重によって鞍が馬体に押し付けられ、若干の緩みが生じる。そのため、騎乗した後に馬装点検を行い、緩んだ腹帯をさらに締める必要がある。
腹帯が緩すぎると、馬の動きにつれて鞍が回ってしまうことがある。締めすぎると、馬の運動を邪魔したり異常な興奮を引き起こしたりする場合もある。